# Poeciloneta xizangensis
Poeciloneta xizangensis is een spinnensoort in de taxonomische indeling van de hangmatspinnen (Linyphiidae).
Het dier behoort tot het geslacht Poeciloneta. De wetenschappelijke naam van de soort werd voor het eerst geldig gepubliceerd in 2008 door Zhai & Zhu.